# Lijst van personen overleden in april 2017
Dit is een lijst van bekende personen die zijn overleden in april 2017.

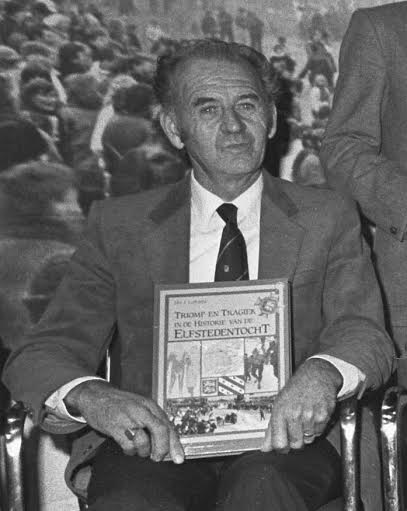
Jan W. van der Hoorn
5 april

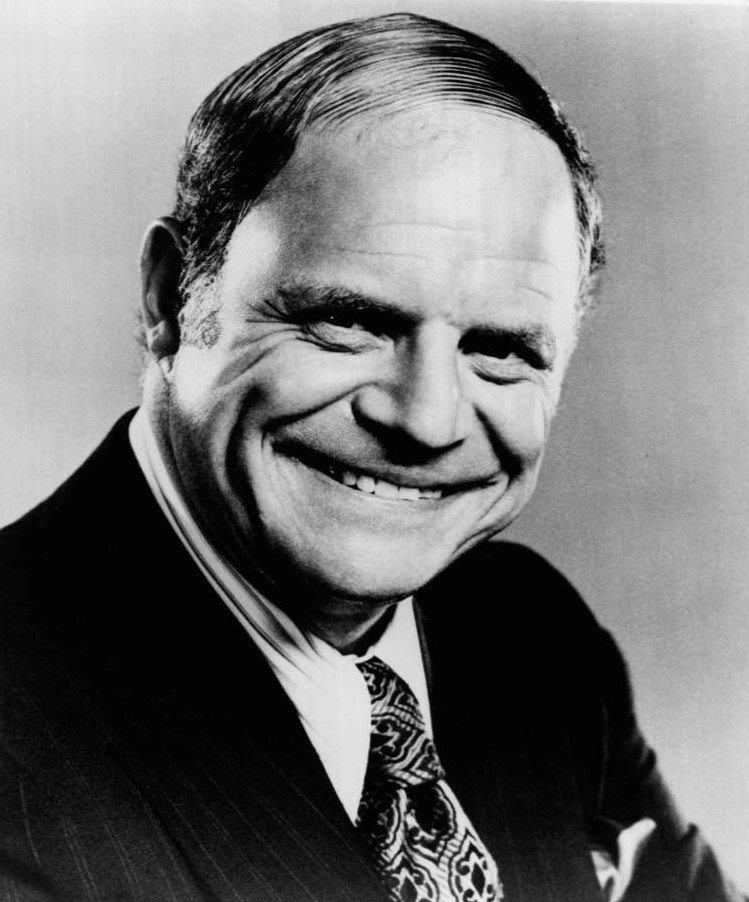
Don Rickles
6 april

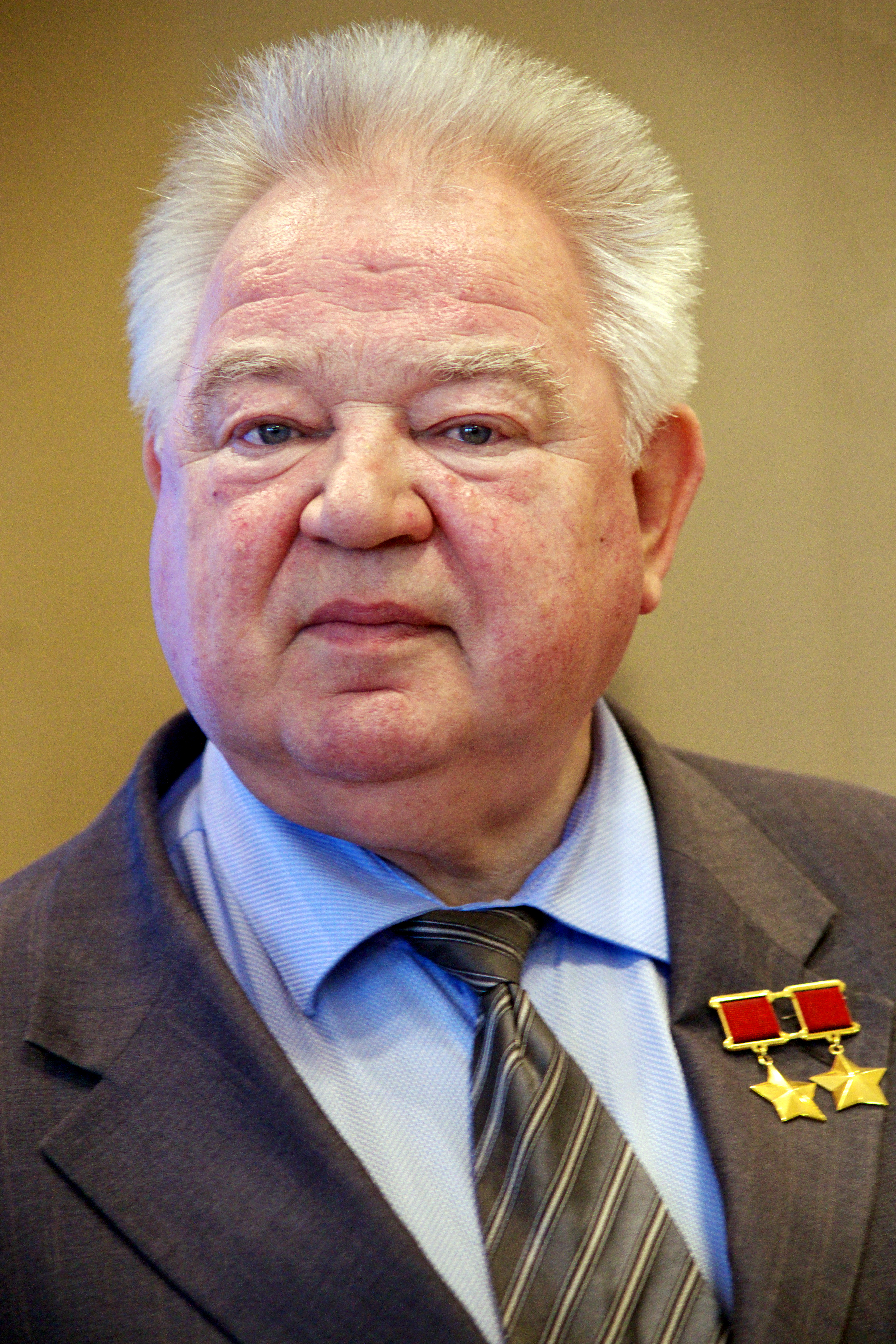
Georgi Gretsjko
8 april

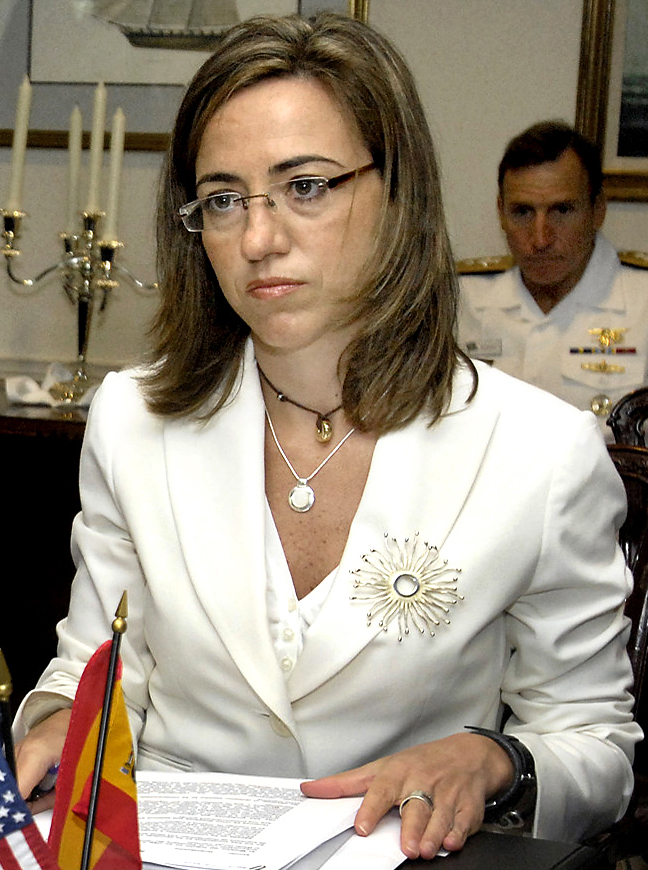
Carme Chacón
9 april

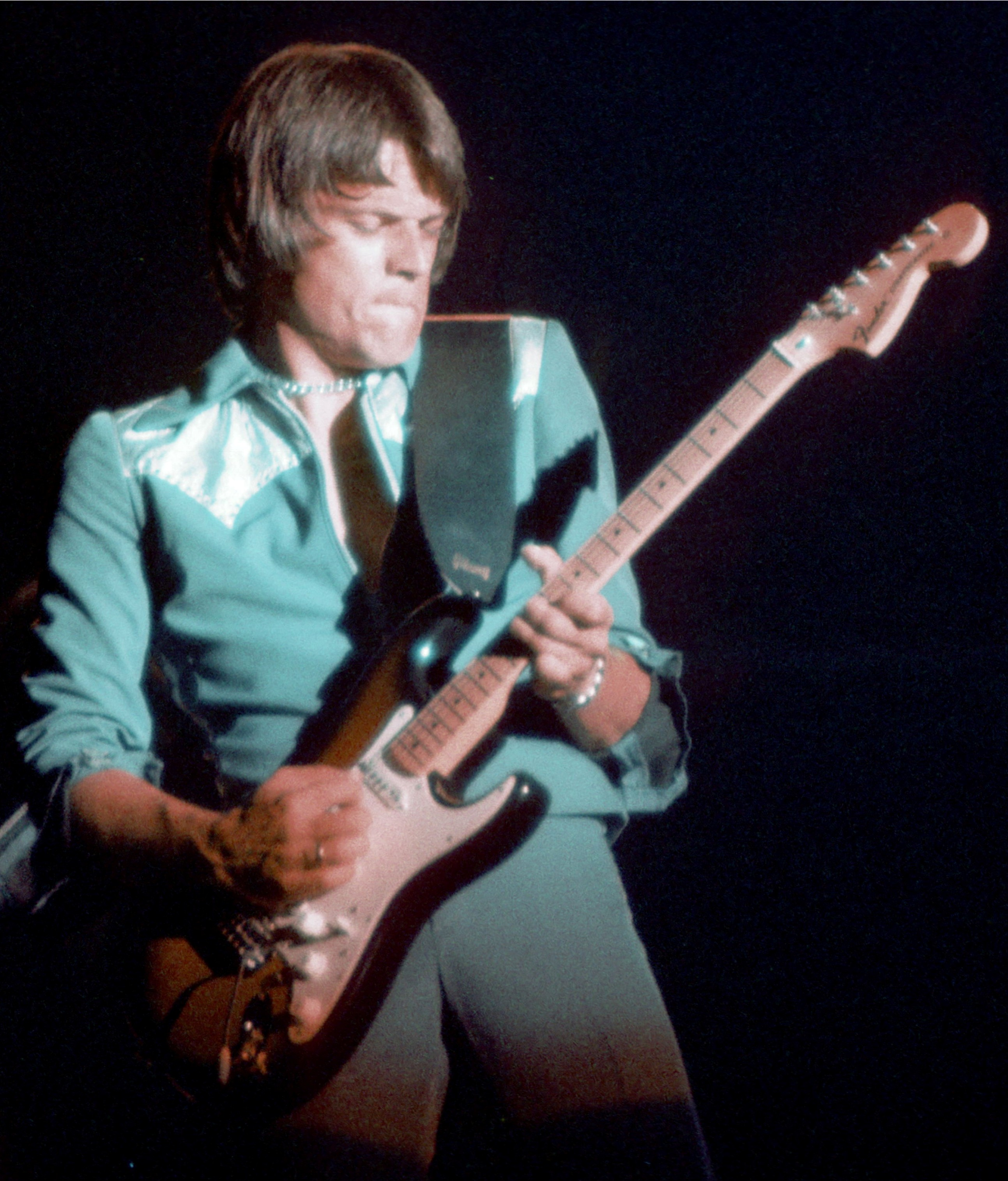
J. Geils
11 april

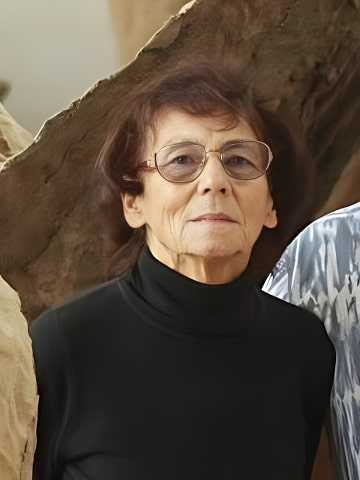
Magdalena Abakanowicz
21 april

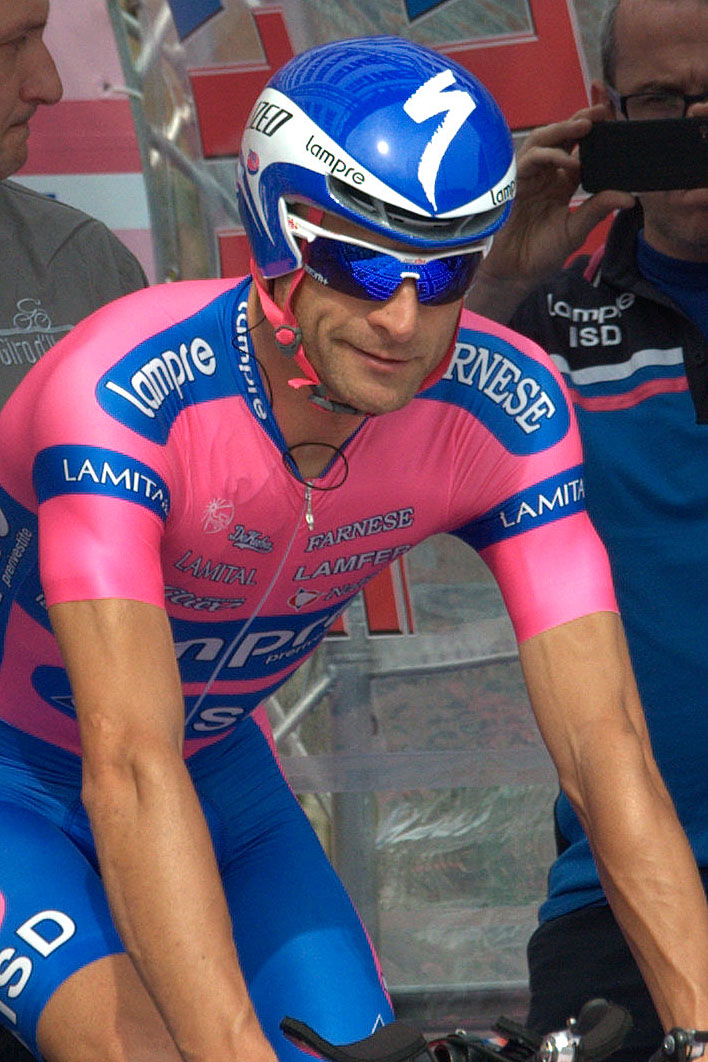
Michele Scarponi
22 april

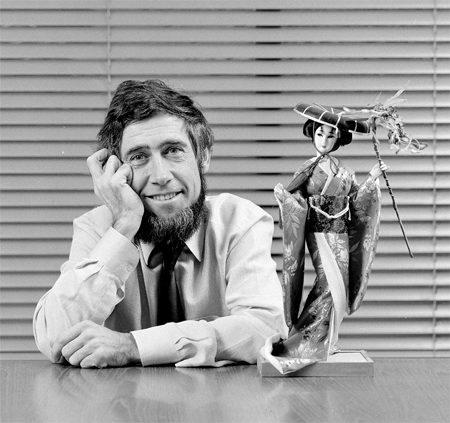
Chriet Titulaer
23 april

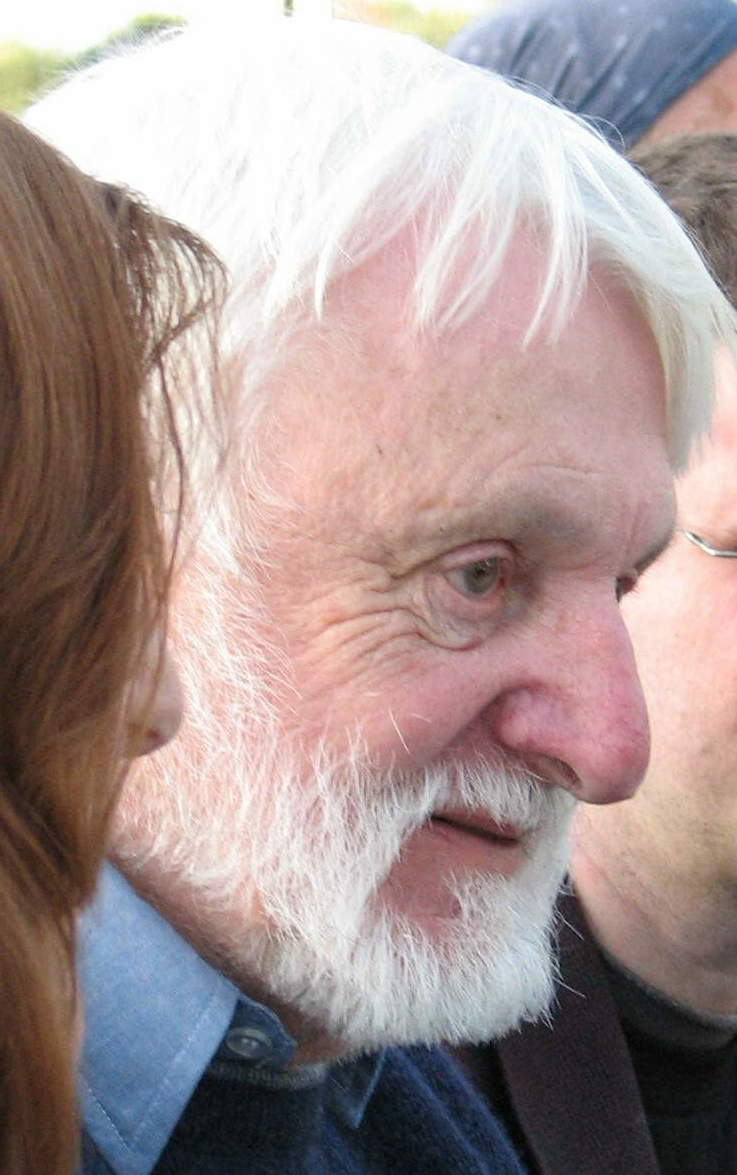
Robert M. Pirsig
24 april

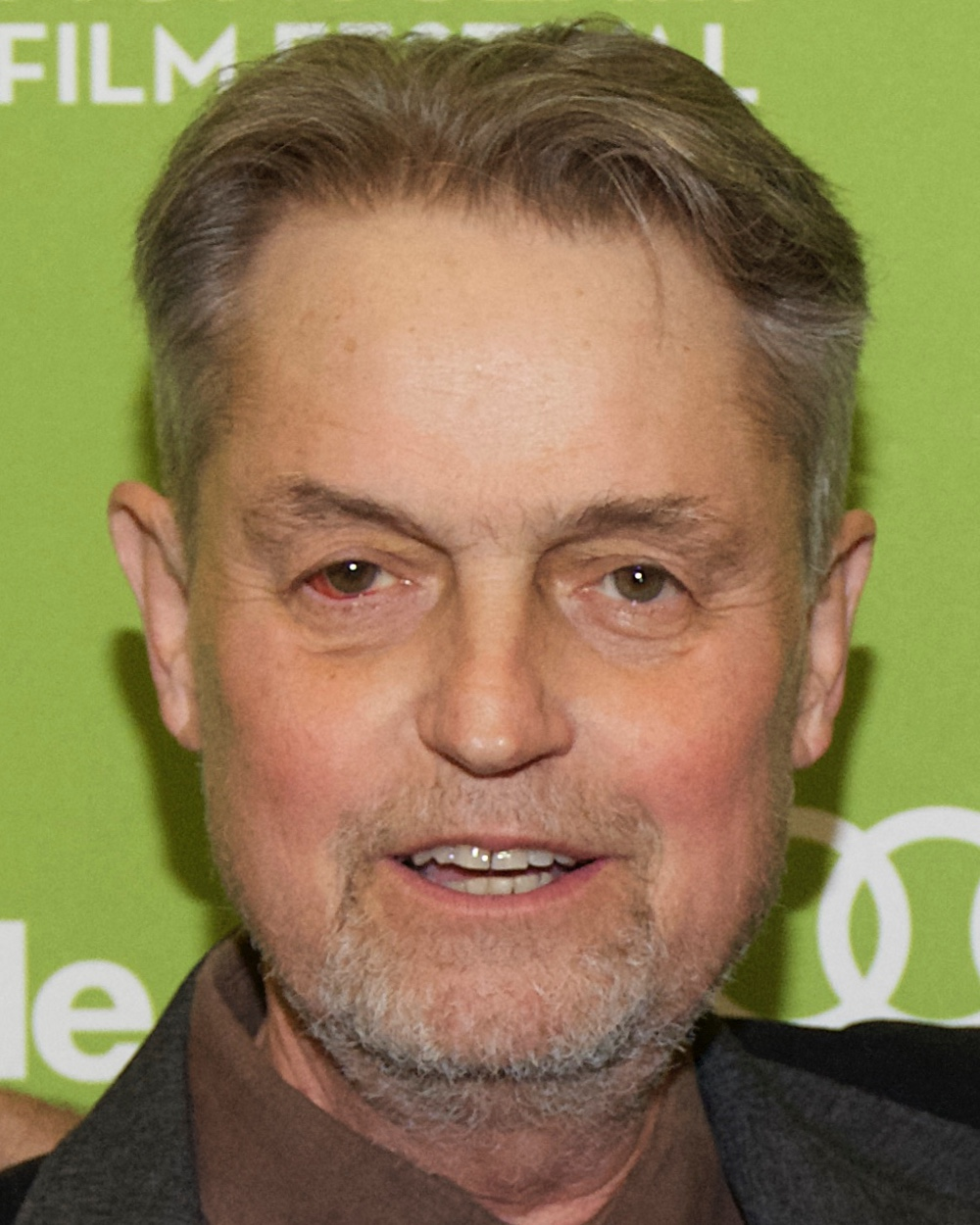
Jonathan Demme
26 april

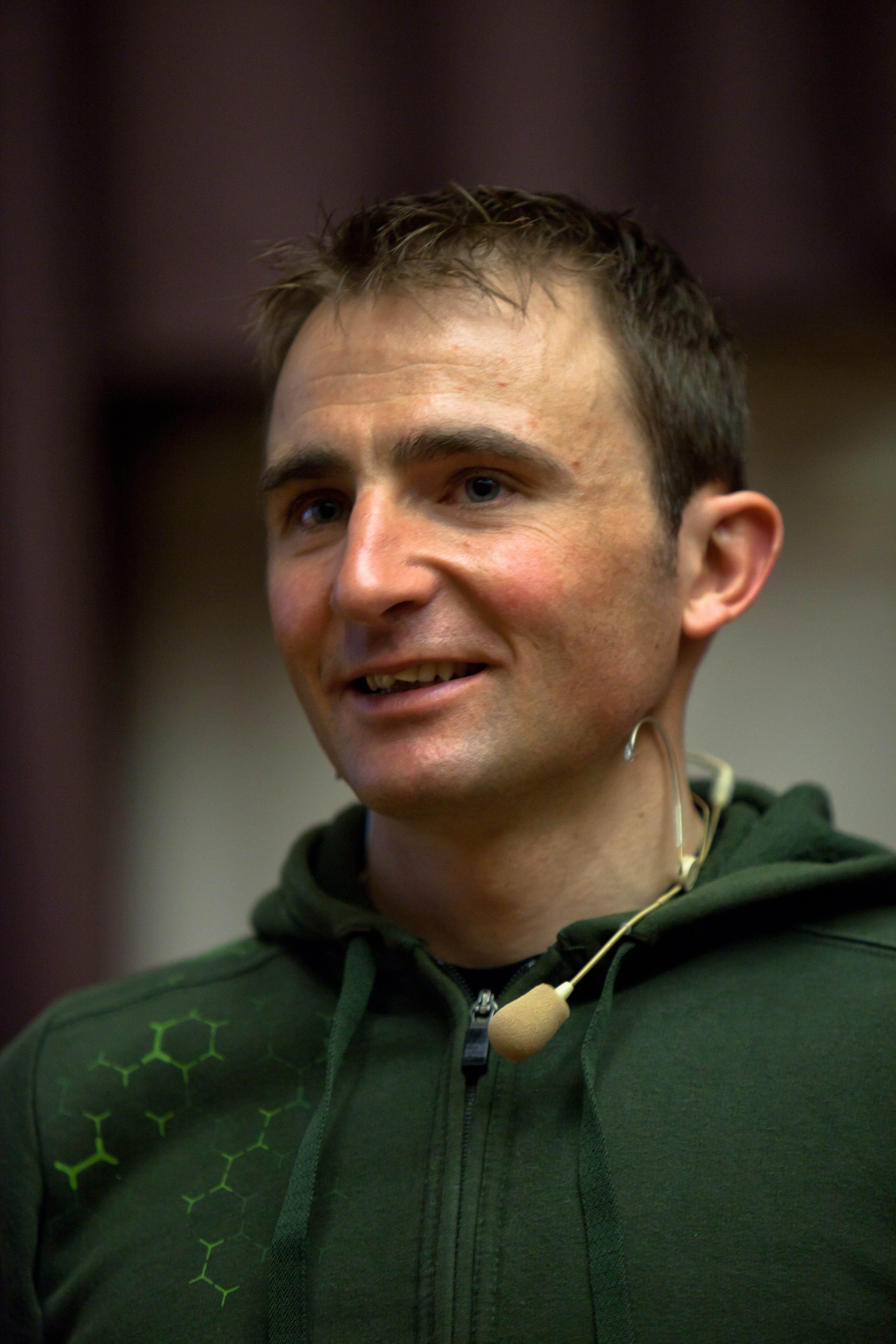
Ueli Steck
30 april

| 1 | 2 | 3 | 4 | 5 | 6 | 7 | 8 | 9 | 10 | 11 | 12 | 13 | 14 | 15 | 16 | 17 | 18 | 19 | 20 | 21 | 22 | 23 | 24 | 25 | 26 | 27 | 28 | 29 | 30 |
| - | - | - | - | - | - | - | - | - | -- | -- | -- | -- | -- | -- | -- | -- | -- | -- | -- | -- | -- | -- | -- | -- | -- | -- | -- | -- | -- |

### 1 april
- Gary Austin (75), Amerikaans toneelschrijver, -regisseur en -docent[1]
- Lonnie Brooks (83), Amerikaans zydeco-, rock- en bluesgitarist[2]
- Gösta Ekman (77), Zweeds acteur en regisseur[3]
- Darcus Howe (74), Brits mensenrechtenactivist[4]
- Jevgeni Jevtoesjenko (84), Russisch dichter[5]
- Ikutaro Kakehashi (87), Japans ondernemer[6]
- John Phillips (65), Brits voetballer[7]

### 2 april
- Michèle Rosier (86), Frans modestyliste, scenarioschrijfster en filmregisseur[8]

### 3 april
- Kishori Amonkar (84), Indiaas zangeres[9]
- Michel Arrivé (80), Frans schrijver en taalkundige[10]
- André-Louis Perinetti (83), Frans regisseur en theaterdirecteur[11]
- Renate Schroeter (77), Duits actrice[12]

### 4 april
- Maria Pozsonec (77), Sloveens politica[13]
- Karl Stotz (90), Oostenrijks voetballer en voetbaltrainer[14]
- Frank Schepke (81), Duits roeier[15]

### 5 april
- Chelsea Brown (69), Amerikaans actrice[16]
- Jan W. van der Hoorn (93), Nederlands marathonschaatser[17]
- Paul O'Neill (61), Amerikaans muziekproducer en muzikant[18]
- Tim Parnell (84), Brits autocoureur[19]

### 6 april
- Clarence Breeveld (68), Surinaams zanger en muzikant[20]
- Armand Gatti (93), Frans journalist, schrijver en regisseur[21]
- Theo Linnemann (92), Nederlands kunstenaar[22]
- Don Rickles (90), Amerikaans komiek[23]
- Jerzy Vetulani (81), Pools neurowetenschapper en farmacoloog[24]

### 7 april
- Tim Pigott-Smith (70), Brits acteur[25]

### 8 april
- Georgi Gretsjko (85), Sovjet-Russisch ruimtevaarder[26]

### 9 april
- Carme Chacón (46), Spaans politica[27]
- Peter Hansen (95), Amerikaans acteur[28]
- Alan Henderson (72), Noord-Iers bassist[29]
- Dieter Kottysch (73), Duits bokser[30]
- John Shearin (72), Amerikaans acteur[31]
- Bob Wootton (75), Amerikaans gitarist[32]
- Jan Reginald Zuidema (94), Nederlands econoom[33]

### 10 april
- Henri-Floris Jespers (72), Belgisch dichter, schrijver en redacteur[34]
- Carlo Riva (95), Italiaans ontwerper van motorboten en ondernemer[35]
- Chris Roodbeen (87), Nederlands tekenaar[36]

### 11 april
- Samir Frangié (71), Libanees intellectueel, journalist en politicus[37]
- J. Geils (71), Amerikaans muzikant[38]
- Max Goedkoop (88), Nederlands voetballer[39]
- Linda Hopkins (92), Amerikaans zangeres[40]
- Mark Wainberg (71), Canadees bioloog en viroloog[41]

### 12 april
- Michael Ballhaus (81), Duits cameraman[42]
- Kathleen Cassello (58), Amerikaans operazangeres[43]
- Peggy Hayama (83), Japans zangeres[44]
- Charlie Murphy (57), Amerikaans acteur[45]

### 13 april
- Robert Taylor (85), Amerikaans informaticus[46]

### 14 april
- Bruce Langhorne (78), Amerikaans folkmuzikant[47]
- Marc Pierret (87), Frans schrijver en journalist[48]

### 15 april
- Amílcar Henríquez (33), Panamees voetballer[49]
- Allan Holdsworth (70), Brits gitarist[50]
- Clifton James (96), Amerikaans acteur[51]
- Emma Morano (117), Italiaans supereeuwelinge en wereldoudste[52]
- Sylvia Moy (78), Amerikaans songwriter[53]

### 16 april
- Michael Bogdanov (78), Brits toneel- en operaregisseur[54]
- Spartaco Landini (73), Italiaans voetballer[55]

### 17 april
- Matt Anoa'i (47), Samoaans professioneel worstelaar[56]
- Claude Frioux (85), Frans academicus[57]
- Gudmar Olovson (81), Zweeds beeldhouwer[58]
- Jaak Panksepp (73), Ests-Amerikaans psychobioloog en neurowetenschapper[59]
- Sean Scanlan (69), Brits acteur[60]
- Nicole Van den Broeck (70), Belgisch wielrenster[61]

### 18 april
- Frank Dostal (71), Duits muziekproducent en tekstdichter[62]
- Gordon Langford (86), Brits componist[63]
- Jean Miot (77), Frans journalist[64]
- Diego Rafecas (47), Argentijns acteur en regisseur[65]

### 19 april
- Dick Contino (87), Amerikaans accordeonist en zanger[66]

### 20 april
- Yüksel Arslan (84), Turks kunstenaar[67]
- Roberto Ferreiro (81), Argentijns voetballer[68]
- Cuba Gooding sr. (72), Amerikaans soulzanger[69]
- Trustin Howard (Slick Slavin) (93), Amerikaans zanger, (stem)acteur en schrijver[70]
- Germaine Mason (34), Jamaicaans atleet[71]
- Ad Oele (93), Nederlands politicus[72]
- Saskia Stuiveling (71), Nederlands politicus en bestuurder[73]

### 21 april
- Magdalena Abakanowicz (86), Pools beeldhouwster en textielkunstenares[74]
- Ugo Ehiogu (44), Brits voetballer[75]

### 22 april
- Miguel Abensour (78), Frans filosoof en hoogleraar[76]
- Hubert Dreyfus (87), Amerikaans filosoof en hoogleraar[77]
- William Hjortsberg (76), Amerikaans schrijver[78]
- Erin Moran (56), Amerikaans actrice[79]
- Attilio Nicora (80), Italiaans kardinaal[80]
- Mustapha Oukbih (53), Nederlands-Marokkaans journalist[81]
- Michele Scarponi (37), Italiaans wielrenner[82]
- Donna Williams (53), Australisch auteur, artieste, zangeres, scriptschrijver, beeldhouwster en hoogfunctionerend autist[83]

### 23 april
- Kathleen Crowley (87), Amerikaans actrice[84]
- Phil Edwards (67), Brits wielrenner[85]
- Imre Földi (78), Hongaars gewichtheffer[86]
- Philip Houben (76), Nederlands burgemeester[87]
- František Rajtoral (31), Tsjechisch voetballer[88]
- Gustavo Rojo (93), Uruguayaans acteur[89]
- Erdoğan Teziç (81), Turks jurist en hoogleraar[90]
- Chriet Titulaer (73), Nederlands sterrenkundige en televisiepresentator[91]

### 24 april
- Benjamin Barber (77), Amerikaans politicoloog[92]
- Xavier Corberó (81), Spaans beeldhouwer[93]
- Agnes Giebel (95), Duits sopraan[94]
- Palomo Linares (69), Spaans matador[95]
- Robert M. Pirsig (88), Amerikaans schrijver[96]

### 25 april
- Coby Floor (86), Nederlands schoonspringster[97]
- Gülmira Mambetalieva (61), Kirgizisch historicus en schrijver[98]
- Henk van Mokum (75), Nederlands zanger[99]
- Ger van Voorden (69), Nederlands saxofonist[100]

### 26 april
- Moïse Brou Apanga (35), Gabonees voetballer[101]
- Jonathan Demme (73), Amerikaans regisseur[102]
- Dolf Wong Lun Hing (95), Nederlands kunstenaar[103]

### 27 april
- Vinod Khanna (70), Indiaas acteur[104]
- Peter Spier (89), Amerikaans illustrator en kinderboekenschrijver[105]

### 28 april
- Vito Acconci (77), Amerikaans kunstenaar en landschapsarchitect[106]
- John Shifflett (64), Amerikaans jazzbassist[107]
- John Whitmore (79), Brits autocoureur en ondernemer[108]
- Chad Young (21), Amerikaans wielrenner[109]

### 29 april
- Otto Boetes (93), Nederlands activist en politicus[110]
- Vehid Gunić (76), Bosnisch journalist, publicist en schrijver[111]
- Saeed Karimian (45), Iraans mediaondernemer[112]
- Chris de Vries (77), Nederlands voetballer[113]

### 30 april
- Lorna Gray (99), Amerikaans actrice[114]
- Preston Henn (86), Amerikaans ondernemer en autocoureur[115]
- Jidéhem (81), Belgisch striptekenaar[116]
- Ueli Steck (40), Zwitsers bergbeklimmer[117]

januari ·
februari ·
maart ·
april ·
mei ·
juni ·
juli ·
augustus ·
september ·
oktober ·
november ·
december
1900 ·
1901 ·
1902 ·
1903 ·
1904 ·
1905 ·
1906 ·
1907 ·
1908 ·
1909 ·
1910 ·
1911 ·
1912 ·
1913 ·
1914 ·
1915 ·
1916 ·
1917 ·
1918 ·
1919 ·
1920 ·
1921 ·
1922 ·
1923 ·
1924 ·
1925 ·
1926 ·
1927 ·
1928 ·
1929 ·
1930 ·
1931 ·
1932 ·
1933 ·
1934 ·
1935 ·
1936 ·
1937 ·
1938 ·
1939 ·
1940 ·
1941 ·
1942 ·
1943 ·
1944 ·
1945 ·
1946 ·
1947 ·
1948 ·
1949 ·
1950 ·
1951 ·
1952 ·
1953 ·
1954 ·
1955 ·
1956 ·
1957 ·
1958 ·
1959 ·
1960 ·
1961 ·
1962 ·
1963 ·
1964 ·
1965 ·
1966 ·
1967 ·
1968 ·
1969 ·
1970 ·
1971 ·
1972 ·
1973 ·
1974 ·
1975 ·
1976 ·
1977 ·
1978 ·
1979 ·
1980 ·
1981 ·
1982 ·
1983 ·
1984 ·
1985 ·
1986 ·
1987 ·
1988 ·
1989 ·
1990 ·
1991 ·
1992 ·
1993 ·
1994 ·
1995 ·
1996 ·
1997 ·
1998 ·
1999 ·
2000 ·
2001 ·
2002 ·
2003 ·
2004 ·
2005 ·
2006 ·
2007 ·
2008 ·
2009 ·
2010 ·
2011 ·
2012 ·
2013 ·
2014 ·
2015 ·
2016 ·
2017 ·
2018 ·
2019 ·
2020 ·
2021 ·
2022 ·
2023 ·
2024 ·
2025